# Drew Gitlin
Drew Gitlin (Los Angeles, 26 maggio 1958) è un ex tennista statunitense.

## Carriera
In carriera ha vinto 3 titoli di doppio. Nei tornei del Grande Slam ha ottenuto il suo miglior risultato raggiungendo i quarti di finale in singolare agli Australian Open nel 1982, e di doppio misto agli US Open nel 1983, in coppia con Sherry Acker, e nel 1985, in coppia con Joanne Russell.

## Statistiche

### Doppio

#### Vittorie (3)
| Numero | Anno             | Torneo                     | Superficie  | Compagno        | Avversari in finale               | Punteggio |
| 1.     | 28 febbraio 1982 | Cairo Open, Il Cairo       | Cemento     | Jim Gurfein     | Heinz Günthardt Markus Günthardt  | 6-4, 7-5  |
| 2.     | 1º agosto 1982   | Cap d'Agde WCT, Cap d'Agde | Terra rossa | Andy Andrews    | Pavel Složil Tomáš Šmíd           | 6-2, 6-4  |
| 3.     | 6 novembre 1983  | Hong Kong Open, Hong Kong  | Cemento     | Craig A. Miller | Sammy Giammalva Jr. Steve Meister | 6-2, 6-2  |

### Doppio

#### Finali perse (6)
| Numero | Anno              | Torneo                                | Superficie  | Compagno          | Avversari in finale             | Punteggio     |
| 1.     | 27 novembre 1981  | Philippine International, Manila      | Terra rossa | Jim Gurfein       | Mike Bauer John Benson          | 4-6, 4-6      |
| 2.     | 26 settembre 1982 | Los Angeles WCT, Los Angeles          | Sintetico   | Andy Andrews      | Kevin Curren Hank Pfister       | 6-4, 2-6, 5-7 |
| 3.     | 1º maggio 1983    | Tampa Open, Tampa                     | Sintetico   | Eric Fromm        | Tony Giammalva Steve Meister    | 6-3, 1-6, 5-7 |
| 4.     | 1º agosto 1983    | ATP Volvo International, North Conway | Terra rossa | Eric Fromm        | Mark Edmondson Sherwood Stewart | 6-7, 1-6      |
| 5.     | 29 luglio 1984    | Sovran Bank Classic, Washington       | Terra rossa | Blaine Willenborg | Pavel Složil Ferdi Taygan       | 6-7, 1-6      |
| 6.     | 4 novembre 1984   | ATP Taipei, Taipei                    | Sintetico   | Hank Pfister      | Ken Flach Robert Seguso         | 1-6, 7-6, 2-6 |